# Artibeus rosenbergi
Artibeus rosenbergi е вид прилеп от семейство Американски листоноси прилепи (Phyllostomidae).

## Разпространение
Този вид е разпространен в Еквадор и Колумбия.